# 738
Năm 738 trong lịch Julius.

## Sinh
- Thanh Lương Trừng Quán, đại sư nhà Đường, vị tổ thứ tư của Hoa Nghiêm tông